# Muscovado

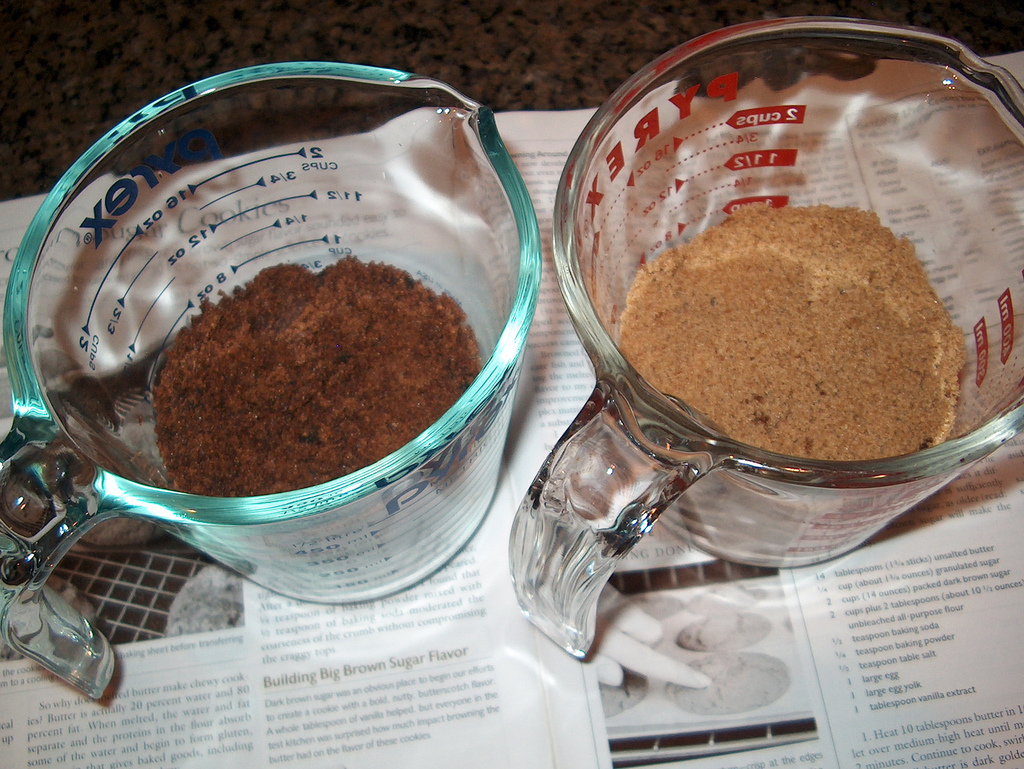
Demerara i muscovado (z lewej)

Muscovado – rodzaj nierafinowanego cukru trzcinowego o silnym smaku melasy.
Znany jest również pod nazwami "cukier z Barbadosu", "cukier z melasy cukrowej" lub "wilgotny cukier". Muscovado charakteryzuje się bardzo ciemnobrązowym zabarwieniem, a ponadto jest nieco grubszy i bardziej lepki niż większość cukrów brązowych. Muscovado zawdzięcza swój smak i kolor sokowi z trzciny cukrowej, z którego jest wytwarzany. Charakterystyczną cechą tego cukru jest odporność na wysokie temperatury oraz długi okres przydatności do spożycia. Jest on powszechnie stosowany w wypiekach i do wytwarzania rumu. Cukier muscovado może być stosowany w większości przepisów, w których używa się cukru brązowego przy niewielkiej korekcie cieczy stosowanych w danej recepturze.

## Wartość odżywcza
Cukier muscovado ma zawartość 11 kilokalorii w 4 g (ok. 1 łyżeczka). Gdy jest wytwarzany w warunkach kontrolowanych, ma więcej wartości odżywczych niż inne cukry brązowe lub cukry rafinowane oraz zachowuje większość minerałów naturalnych obecnych w soku z trzciny cukrowej.
Zawartość związków mineralnych w cukrze muscovado (w 100 g):
- całkowita zawartość soli mineralnych 740 mg
- fosfor (P) 3,9 mg
- wapń (Ca) 85 mg
- magnez (Mg) 23 mg
- potas (K) 100 mg
- żelazo (Fe) 1,3 mg

## Produkcja cukru muscovado
Ten nierafinowany cukier może być używany do słodzenia kawy i innych napojów. Był on jednym z najbardziej znanych towarów eksportowanych z Filipin, zwłaszcza z regionu Negros (od XIX wieku aż do późnych lat 70. XX wieku). Produkcja cukru muscovado na Filipinach i Barbadosie przez dłuższy czas przeżywała okres recesji, po tym jak duże fabryki przejęły produkcję cukru od drobnych rolników z małych fabryk, aż do momentu gdy wzrosło zainteresowanie konsumentów organiczną i zdrową żywnością, które ożywiło rynek produkcji cukru muscovado w małych fabrykach.